# Donja Perjasica
Donja Perjasica – wieś w Chorwacji, w żupanii karlowackiej, w gminie Barilović. W 2011 roku liczyła 14 mieszkańców.